# Gnitz

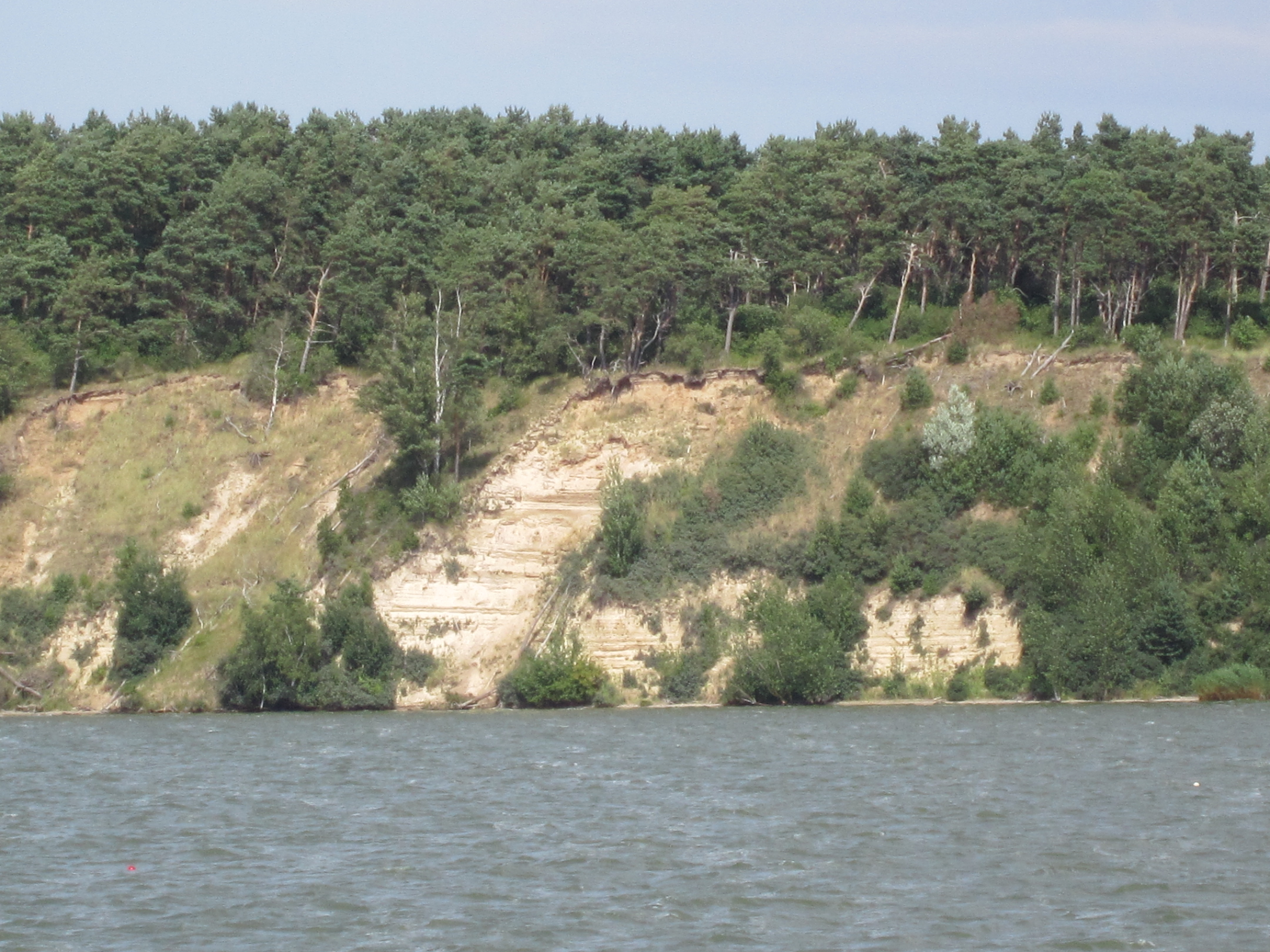
Zachodnie wybrzeże półwyspu Gnitz.

Gnitz – półwysep na wyspie Uznam, w jej niemieckiej części, oddzielający od siebie zatoki Piany: Achterwasser na wschodzie i Krumminer Wiek na zachodzie. Obszar półwyspu pokrywa się w dużej mierze z obszarem gminy Lütow, do której należy także pobliska wyspa Görmitz.

## Nazwa
Półwysep wziął swoją nazwę od znajdującej się na niej niegdyś osady, wzmiankowanej po raz pierwszy w 1224 w formie Chmez. Nazwa ma pochodzenie słowiańskie, jej pierwotna pomorska forma rekonstruowana jest jako *Gnič i wywodzi się od psł. czasownika *gňiti „gnić”. 

## Geografia
Gnitz znajduje się w południowo-zachodniej części wyspy Uznam i zwyczajowo jest ograniczony miejscowościami Krummin na zachodzie, od której oddziela go dawne jezioro Großer Strumminer See, obecnie niemal w całości zarośnięte, i Zinnowitz na północy. Półwysep ma pagórkowate ukształtowanie terenu, a jego zachodnie krańce stanowią aktywny klif, którego kulminacją jest Weißes Berg, najwyższe jego wzniesienie o wysokości 32 m. Wschodnia część półwyspu to głównie nisko położone łąki, chronione przed zalaniem systemem grobli i rowów melioracyjnych. Wąska cieśnina Twelen oddziela półwysep od wyspy Görmitz. 
Na półwyspie znajdują się trzy wsie: Lütow, Netzelkow i Neuendorf.